# Deportes ecuestres en los Juegos Olímpicos de Atlanta 1996
Los deportes ecuestres en los Juegos Olímpicos de Atlanta 1996 se realizaron en Parque Ecuestre Internacional de Georgia en Atlanta del 21 de julio al 4 de agosto de 1996.
En total se disputaron en este deporte seis pruebas diferentes en las disciplinas de doma, salto de obstáculos y concurso completo, en las categorías individual y por equipos. El programa de competiciones se mantuvo como en la edición pasada.

## Medallistas
| Evento                                                   | Oro | Plata | Bronce |
| -------------------------------------------------------- | --- | --- | --- |
| Doma individual (27 de julio-3 de agosto)                | Isabell Werth (Gigolo) · Alemania · 235,09 pts. | Anky van Grunsven (Bonfire) · Países Bajos · 233,02 pts. | Sven Rothenberger (Weyden) · Países Bajos · 224,94 pts.                                                                                              |
| Doma por equipos (27-28 de julio)                        | Klaus Balkenhol (Goldstern) · Martin Schaudt (Durgo) · Monica Theodorescu (Grunox) · Isabell Werth (Gigolo) · Alemania · 5553                          | Tineke Bartels (Olympic Barbria) · Anky van Grunsven (Bonfire) · Sven Rothenberger (Weyden) · Gonnelien Rothenberger (Olympic Dondolo) · Países Bajos · 5437 | Robert Dover (Metallic) · Michelle Gibson (Peron) · Steffen Peters (Udon) · Guenter Seidel (Graf George) · Estados Unidos · 5309                     |
| Salto de obstáculos individual (25 de julio-4 de agosto) | Ulrich Kirchhoff (Jus de Pommes) · Alemania · 1 | Wilhelm Melliger (Calvaro) · Suiza · 4 (0) | Alexandra Ledermann (Rochet M) · Francia · 4 (0) |
| Salto de obstáculos por equipos (25-29 de julio)         | Franke Sloothaak (Joly) · Lars Nieberg (For Pleasure) · Ulrich Kirchhoff (Jus de Pommes) · Ludger Beerbaum (Ratina) · Alemania · 1,75                  | Peter Leone (Legato) · Leslie Burr-Howard (Extreme) · Anne Kursinski (Eros) · Michael Matz (Rhum) · Estados Unidos · 12,00                                   | Luiz Felipe de Azevedo (Cassiana) · Álvaro de Miranda Neto (Aspen) · André Johannpeter (Calei) · Rodrigo Pessoa (Tomboy) · Brasil · 17,25            |
| Concurso completo individual (21-26 de julio)            | Blyth Tait (Ready Teddy) · Nueva Zelanda · 56,80 | Sally Clark (Squirrel Hill) · Nueva Zelanda · 60,40 | Kerry Millikin (Out and About) · Estados Unidos · 73,70                                                                                              |
| Concurso completo por equipos (21-26 de julio)           | Wendy Schaeffer (Sunburst) · Gillian Rolton (Peppermint Grove) · Andrew Hoy (Darien Powers) · Phillip Dutton (True Blue Girdwood) · Australia · 203,85 | Karen O'Connor (Biko) · David O'Connor (Giltedge) · Bruce Davidson (Heyday) · Jill Henneberg (Nirvana) · Estados Unidos · 261,10                             | Blyth Tait (Chesterfield) · Andrew Nicholson (Jagermeister II) · Vaughn Jefferis (Bounce) · Victoria Latta (Broadcast News) · Nueva Zelanda · 268,55 |

## Medallero
| Núm. | País           | Oro | Plata | Bronce | Total |
| ---- | -------------- | --- | ----- | ------ | ----- |
| 1    | Alemania       | 4   | 0     | 0      | 4     |
| 2    | Nueva Zelanda  | 1   | 1     | 1      | 3     |
| 3    | Australia      | 1   | 0     | 0      | 1     |
| 4    | Estados Unidos | 0   | 2     | 2      | 4     |
| 5    | Países Bajos   | 0   | 2     | 1      | 3     |
| 6    | Suiza          | 0   | 1     | 0      | 1     |
| 7    | Brasil         | 0   | 0     | 1      | 1     |
| 7    | Francia        | 0   | 0     | 1      | 1     |
|      | TOTAL          | 6   | 6     | 6      | 18    |